# Rondolândia
Rondolândia – miasto i gmina w Brazylii, w stanie Mato Grosso.